# DuBois (Pennsylvanie)
Pour les articles homonymes, voir Dubois.
DuBois (en anglais [ˈduːbɔɪz]) est une ville des États-Unis située dans le comté de Clearfield, en Pennsylvanie, à environ 150 kilomètres au nord de Pittsburgh.

## Histoire
Les premiers émigrants s'y établirent en 1812, mais ce n'est que 60 ans plus tard que les habitants du lieu formèrent leur communauté. Elle reçut le statut de borough en 1881, puis celle de ville en 1912. Nommée d'après John DuBois, un magnat de l'industrie forestière, qui allait participer aux premiers succès économiques de la ville. Mais, c'est l'exploitation du charbon bitumeux dans la région qui allait définitivement donner son caractère au lieu.

## Démographie
DuBois avait une population de 9 375 habitants en 1900 et de 13 681 en 1920. Au recensement de 2000, il n'y avait plus que 8 123 habitants.